# ナントに雨が降る
「ナントに雨が降る」（ナントにあめがふる／フランス語原題：Nantes）は、フランスの楽曲。
シャンソン歌手であるバルバラが1963年に作詞・作曲し、1964年に録音した楽曲である。

## 解説
1959年12月21日、バルバラは10年来音信の途絶えていた父親：ジャック・セルフ(Jacques Serf)の死を知った。父親はパリを離れナントに移り住んでおり、市の南部に位置するサン＝ジャック病院で脳腫瘍のため死去した。
ナント最大の墓地：ミゼリコルド墓地での葬儀の翌日から、バルバラは「ナントに雨が降る」の作曲を開始。4年後の1963年11月5日、カプシーヌ劇場に出演する数時間前に曲が完成した。
本作はアルバム『いつ帰ってくるの』の最後に収録されている。

## オマージュ

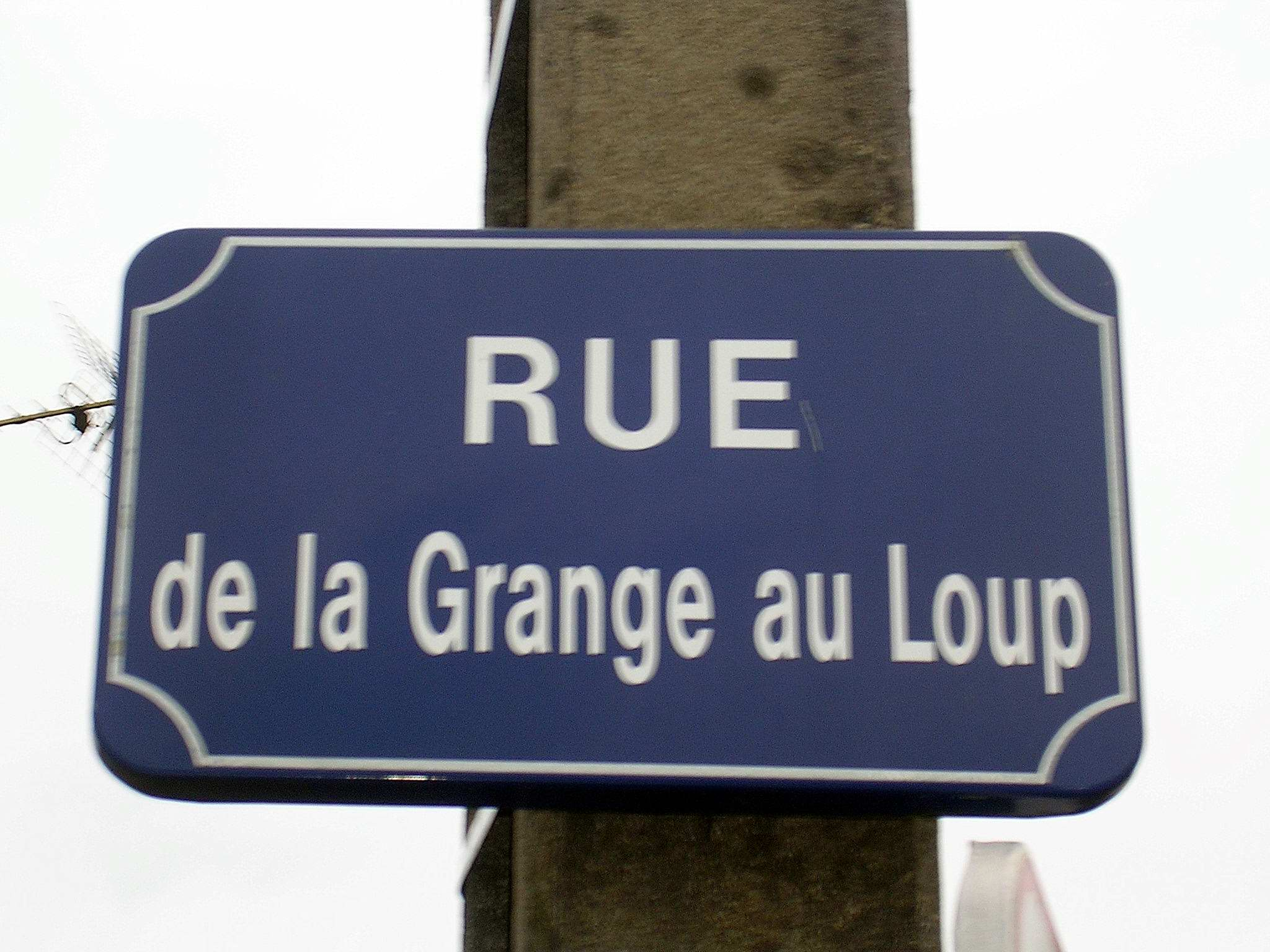
ナントにあるグランジュ・オ・ルー通りの看板

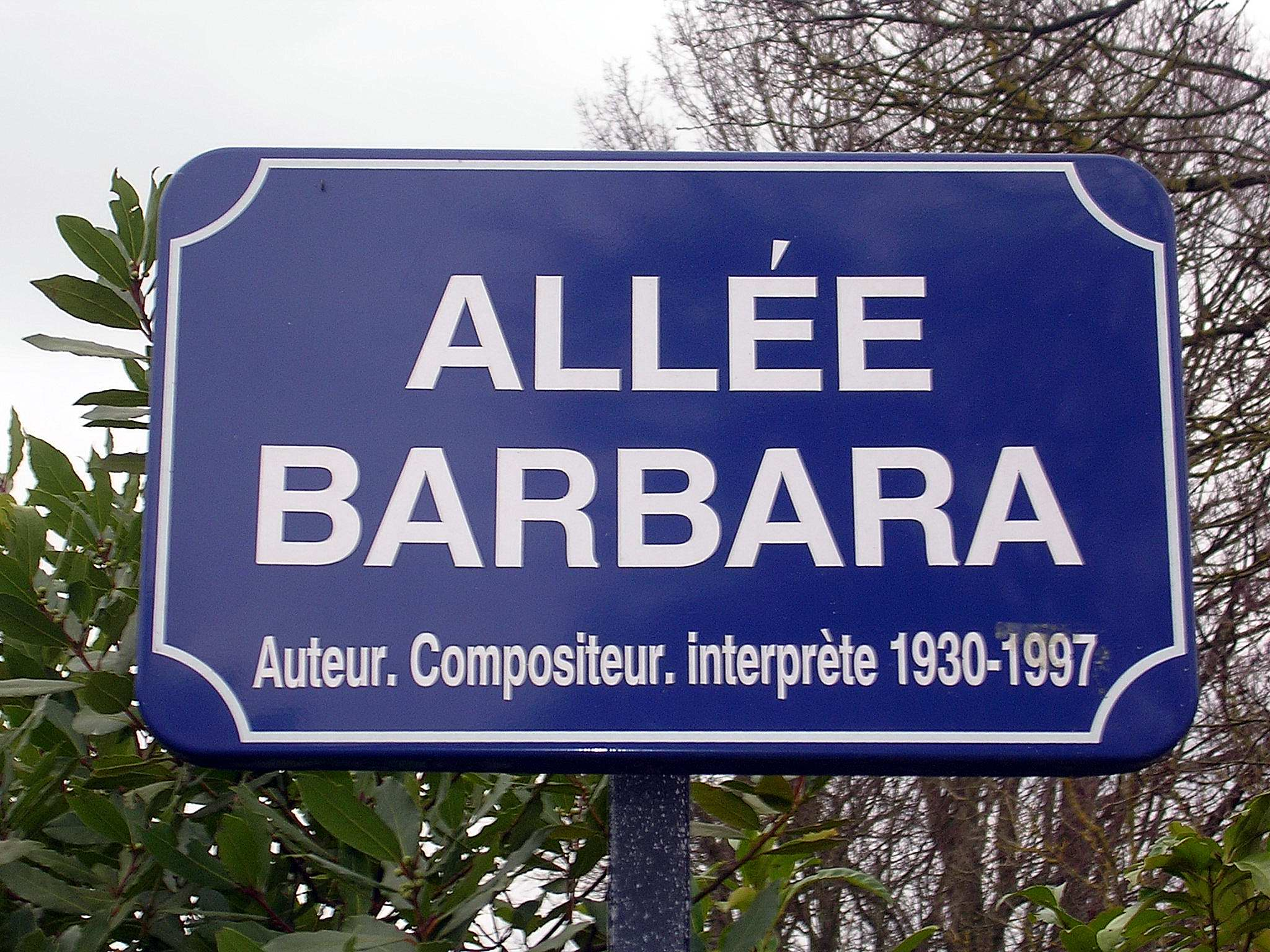
ナントにあるバルバラ通り（Allée Barbara）の看板

グランジュ・オ・ルー通りという地名（直訳：「狼のいる牧舎通り」）が父親の死の場所として歌詞に登場するが、この通りの名前は当時存在しない架空のものであった。楽曲の発表から約20年後の1986年3月22日、バルバラと俳優のジェラール・ドパルデューの立ち合いの元、グランジュ・オ・ルー通りの開通式が行われた。通りはサン＝ジョゼフ・ド・ポルトゥリー地区に位置しており、バルバラの父親ジャック・セルフが亡くなったボジョワール地区のすぐ近くである。さらにそれから14年後の2000年12月9日、グランジュ・オ・ルー通りの近くに、バルバラ通りが開通した。通りは歌手の彫像とフレスコ画で彩られている。

## フランス本国に於けるカヴァー
プロ・アマチュア問わず多くの者が本作をカヴァーしている。最もバルバラのスタイルに近いピアノ弾き語りではマリー＝ポール・ベルによる2001年9月11日発表のアルバム『 “chante Barbara” （マリー＝ポール・ベル、バルバラを唄う）』の録音が知られている。

## 日本に於ける概況
JASRACに於いては2018年現在、外国作品／出典：PJ (サブ出版者作品届)   ／作品コード 0N0-0078-5 NANTES として登録。計9名の歌手が「アーティスト」とされており、バルバラの他に日本人歌手では加藤登紀子、杉田真理、若林圭子、クミコらが登録されている。
出版者は、EDITIONS METROPOLITAINES 301。日本でのサブ出版は日音 Synch事業部が保有している。